# Landesbevollmächtigter
Der Landesbevollmächtigte war der höchste Repräsentant der Kurländischen Ritterschaft. Das Amt entsprach dem Landmarschall der Livländischen Ritterschaft und dem Ritterschaftshauptmann der Estländischen Ritterschaft.